# Filzbach (Glarus Nord)
Filzbach – miejscowość w gminie Glarus Nord w Szwajcarii, w kantonie Glarus. Liczba mieszkańców według danych z 31 grudnia 2021 wynosiła 565 osób. Do 31 grudnia 2010 samodzielna gmina.